# Antocha transvaalia
Antocha transvaalia är en tvåvingeart som först beskrevs av Alexander 1921.  Antocha transvaalia ingår i släktet Antocha och familjen småharkrankar. Inga underarter finns listade i Catalogue of Life.